# Hans Emmenegger (Bauernführer)

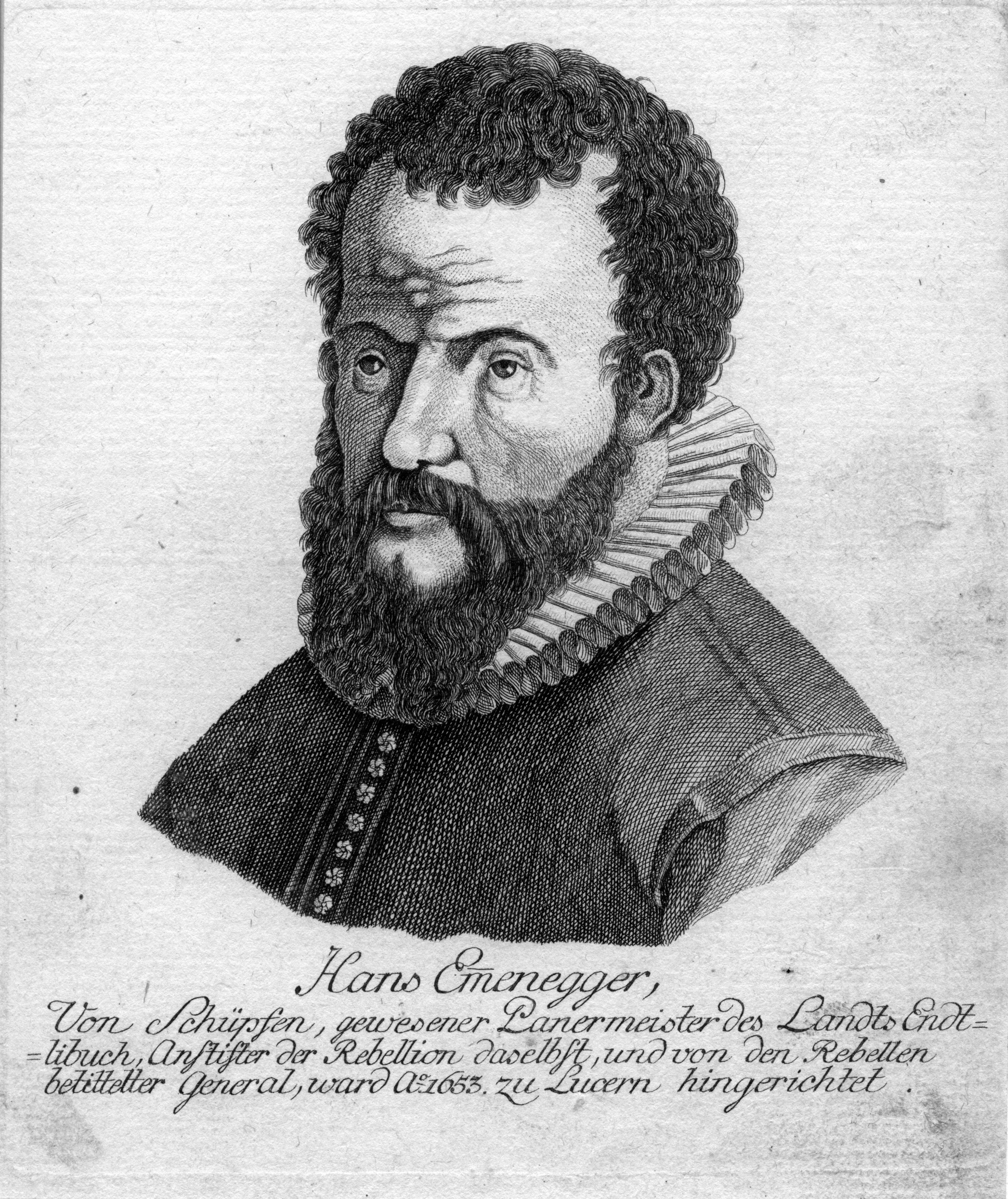
Darstellung von Hans Emmenegger

Hans Emmenegger (* 7. Juni 1604 in Schüpfheim; † 23. Juli 1653 in Luzern) war Generaloberst der Bauern in der Region Sumiswald und Huttwil und Identifikationsfigur der Entlebucher im Bauernkrieg.

## Leben
Hans Emmenegger, Sohn des Melchior und der Barbara Emmenegger-Zemp, war das sechste von elf Kindern. Am 29. Februar 1628 heiratete er Margaretha Krummenacher.
Er bewirtschaftete den väterlichen Hof Siggenhusen, welcher mitsamt allen Gütern einen Wert von ungefähr 30'600 Gulden hatte. Er spendete 500 Gulden an den Kirchenbau in Schüpfheim und stiftete 1640 eine Glocke.
Im Jahre 1635 wurde Emmenegger auf Bitten seiner Familie von einer Anklage wegen Aufrufs zur Eidverweigerung begnadigt. Er musste auch eine Busse von 300 Gulden zahlen, da er sich zum Pensionswesen äusserte.
1634 wurde Emmenegger zum Weibel im Amt von Schüpfheim ernannt. Landeshauptmann des Entlebuchs wurde er im Jahr 1645, und 1650 wurde er zum Landespannermeister ernannt. 1653 wurde er in der Versammlung der Bauern auf dem Heiligkreuz zum Generaloberst der Bauern in Sumiswald und Huttwil gewählt.

## Tod
Am 11. Juni 1653 wurde Emmenegger verhaftet und am 23. Juli 1653 zusammen mit anderen Bauernanführern von einem Kriegsgericht wegen Hochverrats zum Tode verurteilt und schliesslich durch den Strang hingerichtet.